# بيفرانيو
بيفيراغنو (Poranh بالأوكسيتانية، Povragn بالبيدمونتية) هي بلدة إيطالية يبلغ عدد سكانها 5,584 نسمة (اعتبارًا من 1-1-2017) تقع في مقاطعة كونيو بمنطقة بيدمونتي.
تنتمي البلدة لاتحاد بلديات الألب البحرية وإلى منطقة اللغة الأوكسيتانية.

## الجوائز
الميدالية الفضية للاستحقاق المدني "لقد عانت البلدة الصغيرة، خلال الأيام المأساوية لحرب التحرير،من انتقام شرس من قبل القوات النازية التي اعتقلت ثلاثين من مواطنيها، وخاصة النساء والرجال الأكبر سنا، وذبحتهم بوحشية تحت رشقات نارية. لقد كان مثال رائع على الشجاعة وروح الحرية والوطنية " - بيفيراجنو (CN)، 10 يناير 1944.

## الجغرافيا
تتمتع البلدة بمتوسط ارتفاع عن سطح البحر يبلغ 570 مترًا، وتقع عند سفح جبل بيسالتا، الذي يُشتق اسمه من كونه يتكون من قمتين متجاورتين لكنهما مميزتان بوضوح، حيث تصل أعلى قمة فيه إلى ارتفاع 2404 مترًا عن سطح البحر. تضم البلدة عدة قرى رئيسية مثل سانتا مارغريتا، سان لورينزو، سان جوفينالي، مادونا دي بوسكي، مونتيفالونيو، وبراديبوني (بارتفاع 950 مترًا عن سطح البحر)، ويبلغ عدد سكانها أكثر من 5000 نسمة. يغطي البلدة واديًا كبيرًا يواجه الشمال الشرقي، وهي محمية من الجهة الشمالية والغربية بتلة سان جورج وتلال مونكالفينو، بينما تكون مفتوحة من الجهة الشرقية باتجاه كيوزا بيسيو والسهل.
إلى الحقول الواسعة للمنطقة المسطحة تتبع غابات الكستناء والزان والصنوبريات في المنطقة الجبلية، ونهاية المراعي العالية والأراضي الصخرية للجبل الذي يزيد ارتفاعه عن 1500 متر. يعبر مدينة بيفيراجنو نهران رئيسيان: جوزينا الذي يتدفق على الجانب الشرقي ونهر بيدال الذي يمر عبره. هناك العديد من الممرات والمسارات التي تسمح بالمشي الممتع والسهل، سيرًا على الأقدام أو بالدراجة الجبلية، و بالنسبة لمحبي الجبال، فإن أعلى قمم بيسالتا تسمح برحلات استكشافية جذابة أيضًا. تقع بيفيراغنو على بعد 12 كم من مدينة كونيو الرئيسية بالمقاطعة الإقليمية، وعلى بعد ما يزيد قليلاً عن 20 كم من موندوفي ومن الطريق السريع تورينو سافونا.

## التاريخ
كانت منطقة بيفيراجنو، قبل العصر المسيحي والغزو اللاحق لها من قبل الرومان، يسكنها شعب سلتيك ليغوري الذي تم إثبات وجوده من خلال الأدوات الحديدية والزخارف الموجودة على تلال مونكالفينو (محوران من العصر الحجري القديم وواحد من العصر الحجري الحديث) وكاستيلفيتشيو. توجد العديد من الاكتشافات الأثرية على هذا التل، حيث لا يزال بإمكانك رؤية مساحات من أسوار المدينة تعود إلى فترة لاحقة (الفترة اللومباردية).
تعود أول الأخبار الموثقة تاريخيًا إلى منتصف القرن الثاني عشر، وتتعلق بالقرية البدائية فورفيتشي حيث يظهر هذا الاسم لأول مرة في وثيقة مؤرخة في عام 1153، و يذكر "دي فولكاردوس فورفيتشي"، لكن من المحتمل أن تكون القرية قد بُنيت قبل ذلك بعقود (بين عامي 1041 و1153). تعتبر فورفيتشي السلف التاريخي لبيفيرانو. يشتق اسمها من الشكل المميز للوادي الذي يتفرع إلى واديين أضيق، و ذلك بسبب امتداد فرع من بيسالتا ("فورفيكس" وتعني المقص). تقع الفيلا على بعد حوالي كيلومترين من بيفيرانو، في قرية مادونا دي بوسكي، وربما بُنيت للتحكم في طريق مباشر مهم إلى بروفنس (يمر عبر طريق غريما). اليوم لم يتبقَ سوى أطلال "كاستروم" (حصن)، و جزء من خندق الحماية، كنيسة سان بييترو، وملاذ "مادونا ديل بورجاتو" (إشارة واضحة إلى القرية القديمة فورفيتشي).
نحو نهاية عام 1200، ومع الاتجاه الهبوطي لقرية فورفيتشي المجاورة، بدأ نجم بيفيرانو في الصعود. و ظهر اسم "بيبيرانيوم" لأول مرة في الوثيقة المؤرخة 25 سبتمبر 1299 (بخصوص بيع كرم على تلة سان جورجيو ). ذُكرت فورفيتشي للمرة الأخيرة في وثيقة عام 1356، بسبب الطاعون أو ربما لموقعها السيئ. من المؤكد هو أن أسيادها انتقلوا إلى القرية الجديدة، كما يظهر من النقش عمود المنزل في ساحة سانتا ماريا.
في وقت تأسيسها، كانت بيفيرانو والأراضي المجاورة مملوكة لأسقف أستي. ويُعتقد أن اسمها مشتق من عائلة موروزو من بيبا، التي كانت تهيمن على الأماكن منذ عام 1200. في عام 1369 أصبحت ملكًا لماركيز مونفيراتو. في هذه الفترة (1384) تم كتابة أولى القوانين البلدية، التي لا تزال مرئية حتى اليوم. و في عام 1396 انتقلت إلى آخايا، ثم (1419) إلى سافويا. مع سافويا، شاركت بيفيرانو في جميع الأحداث التي رافقت دولة سافويا حتى إنشاء مملكة إيطاليا. في عام 1500، ظهر طيف محاكم التفتيش: حيث تم إحراق العشرات من المواطنين على يد المحقق الرهيب بياجيو دي بيررا، بدعم من الدومينيكان (حطام الدير لا يزال مرئيًا في ساحة سان دومينيكو).
في عام 1621، استولت سيادة الجريمالدي على بيفيراجنو وبوفز، والتي مع أحداث مختلفة ستحكم بيفيراجنو حتى نهاية عام 1700. في عام 1744، خلال حرب خلافة العرش النمساوي، وصل جيش من جالو-إسباني إلى بيدمونت و تشكلت مناطق النار والسيف المحيطة بكونيو. و تمردت المدينة الموالية لسافويا على العدو وتعرضت للنهب ثلاث مرات. في عام 1800، بدأت فترة بطيئة ومتواصلة من الزيادة السكانية، مما أدى إلى وصول عدد سكان المدينة إلى 7878 نسمة في عام 1895، و في مواجهة التدفق القوي للهجرة: غادر آلاف الأشخاص، على الأقل حتى منتصف عام 1900، إلى أمريكا وفرنسا.
و شهدت بيفيرانو موت العديد من مواطنيه مثل بقية إيطاليا،في خنادق الحرب العالمية الأولى. و تم تكريم هؤلاء الضحايا من خلال نصب تذكاري للحرب وشارع الذكرى (في شارع فيتوريو فينيتو): حيث كل شجرة تمثل في الشارع مواطنًا سقط في تلك الحرب.
على عكس الحرب العالمية الأولى، شهدت الحرب العالمية الثانية البلدة، بعد الهدنة في عام 1943، لتجد نفسها في وسط الصراع، حيث تعرضت للاحتلال النازي-الفاشي. و بدأت المقاومة الإيطالية في وادي كولا القريب (بوفيس)، في 19 سبتمبر 1943، قبل الهجمات الانتقامية النازية في بوفيس، وكان هناك عدد كبير من الفرق الحزبية التي لجأت إلى منحدرات بيسالتا. و في صباح يوم الاثنين، 10 يناير 1944، يوم السوق جرت أعنف عمليات الانتقام النازي-الفاشي في بيفيرانو: بسبب العثور على 3 جنود ألمان قتلى، و تم أخذ 30 رجلاً غير مسلحين وقتلهم بطرق مختلفة.يوجد اليوم في البلدة ساحة مخصصة لهذه المجزرة (ساحة 30 شهيدًا، التي كانت تُسمى سابقًا ساحة باشيتا).
حتى أن شهرة اثنين من المواطنين تجاوزت الحدود الوطنية : الملازم بييترو توسيلي، الذي سقط بشكل بطولي في أمبا ألاجى عام 1895، عن عمر يناهز 39 عامًا؛ والكاتب والصحفي والمسرحي فيتوريو بيرسيتسيو، مؤلف الكوميديا باللهجة "لي ميسيري 'د مونسو ترافيت". ولإحياء ذكرى هذين الشخصين البارزين، أقامت بيفيرانو نصبين تذكاريين مهمين، الأول للملازم توسيلي، في الساحة التي تحمل اسمه أمام دار البلدية، وهو تمثال مصنوع من البرونز صممه إتيور سيمينيس؛ والثاني لفيتوريو بيرسيتسيو في ساحة سانتا ماريا، وهو تمثال من الرخام صممه النحات ليوناردو بيستولفي. تتميز مدينة بيفيراغنو القديمة بالعديد من الأدلة المعمارية والفنية التي تعود إلى الماضي، والتي تستحق الزيارة وإعادة التقييم.

### كنيسة سان جيوفاني باتيستا
يعود تاريخ كنيسة أبرشية سان جيوفاني باتيستا إلى عام 1600، وقد بناها نيكوليس دي روبيلانت.من المثير للاهتمام بشكل خاص شعار النبالة الحجري لعائلة جريمالدي (1657) ، أسياد بيفيراجنو في تلك الفترة ،و الذين المحفوظين في الخزانة، يحملون شمسين مشرقتين منحوتتين بالتناوب على قطعتين من الشطرنج. و يعتقد أن برج الكنيسة أحد أبراج أسوار العصور الوسطى.

### كنيسة سانتا ماريا ديل باشيرو
تم ذكرها لأول مرة في وثيقة تعود إلى عام 1396م . أصبحت مستقلة عن كنيسة سان جيوفاني في عام 1585، عندما تجاوز عدد سكان البلدة 3300 نسمة. في الأصل كانت كنيسة سانتا ماريا ديل باشيرو ذات شكل رباعي، وكانت بدون جوقة، مع ثلاثة صحون بارتفاع متساوٍ تقريبًا وقبو بسيط. و في عام 1725، تم تنفيذ العديد من الأعمال التي أعطتها مظهرها الحالي ، لقد تم بناء الجوقة وقبو من الطوب، وتم رفع الصحن المركزي، وفتحت عدة نوافذ على الأروقة الجانبية لإعطاء الضوء والهواء للمبنى. تم بناء برج الجرس لأول مرة في عام 1627، ثم في بداية القرن الثامن عشر، وأخيرًا في الأعوام 1871-1872.
في عام 1878، تم إثراء الواجهة بتماثيل القديسين بطرس وبولس، وبعد ذلك، في عام 1972، بالفسيفساء.

### كنيسة سان جورجيو
تقع الكنيسة على قمة منحدر مدرج بارتفاع (654 مترًا فوق مستوى سطح البحر)، و معروفة باسم "ريبا سانكتي جورجي" من بعض الوثائق في القرن الرابع عشر. تم بناؤها في القرن الثالث عشر وتم تخصيصه للقديس جورج.وفقًا للتقاليد، كان الذين قاموا ببنائها هم المنشقون من فورفيتشي، الذين أرادوا تكريس معبد صغير من أجل استدعاء حماية القديس للقرية الجديدة التي كانت يتم بنائها . في ذلك القرن يبدو أنه تم بناء برج مراقبة في المنطقة المجاورة للكنيسة، وكان يعود لعائلة موروزو القديمة من بيبا. تم ذكر هذا البرج في وثيقة من "شيرتوسا دي بيسيو" بتاريخ 21 فبراير 1297 ("التي تُسمى توري بيباروم")وربما كان جزءًا من نظام دفاع ضخم في العصور الوسطى (جنبًا إلى جنب مع الحصون الموضوعة في كاستلفيكيو ومونكالفينو وفورفيس) والتي منحت الحماية لطرق سفوح التلال القديمة: "طريق الأربعين" الذي كان يمتد من كونيو إلى كيوزا بيسيو، و"طريق موريتيا" أو "موروثينجا" الذي كان يؤدي إلى موروزو.
تقع الكنيسة في منطقة كانت تستخدم منذ العصور القديمة لأغراض دينية. في الواقع، تظهر الصخور الكبيرة عند قاعدتها نقوشًا صخرية (أكواب متصلة بواسطة قنوات على سطح مائل، التي كانت تستخدم على الأرجح لأغراض دينية أو قربانية). تم بناء المبنى الحالي خلال فترة الباروك، ويحتوي على برج جرس بأسلوب نييوقوطي، تم بناؤه في عام 1930 مستوحى من مآذن رودس، بناءً على إرادة ماريو لاغو، مواطن بيفراجنو، حاكم دوديكانيسو في ذلك الوقت.
داخل الكنيسة، يوجد أحد أقدم الدورات الجدارية في منطقة بيفيرانو المنسوبة إلى جيوفاني مازوكو. الأعمال التي تضررت بشكل كبير بسبب المخربين والزمن و تظهر فيها ،صلب المسيح على الحائط الأيمن ،و تمثال بدون رأس للقديس أنطونيوس على اليسار ، وقديس راعي التل في الحنية. يُصور القديس جورج على حصان أبيض في اللحظة التي يهزم فيه التنين ويحرر الأميرة. للأسف، لم تعد الأميرة والتنين مرئيين لأنهما مسروقان عن طريق "التمزيق" في أوائل التسعينيات. ولكن هناك نسخة طبق الأصل من الأميرة "المسروقة"، رسمها أحد المواطنين، على واجهة منزله الواقع في شارع جيوردانا كلانس.
محور الكنيسة،من الحنية إلى الباب، موجه نحو غروب الشمس في يوم الانقلاب الشتوي. في ذلك اليوم تضيء الشمس اللوحات مرتين: المرة الأولى، في الصباح، من خلال النافذة المائلة الواقعة على الحائط الأيمن (شفرة الضوء التي تمسح لوحة الصلب، بدءًا من الحافة حيث توجد السيدة العذراء، ثم نزولاً عند قدمي المسيح وصولاً إلى المجدلية) ، المرة الثانية، في المساء، من خلال الباب الأمامي (إضاءة المذبح المخصص للقديس جورج). ولا يحدث ذلك في بقية أيام السنة.
يجب أن نذكر أن الكنيسة الأصلية كانت تقع على بُعد سبعة أمتار عن الموقع الحالي (كان هناك رواق) وكانت تحتوي على فتحة أوسع. محور الكنيسة، من الحنية إلى الباب، موجه نحو غروب الشمس في يوم الانقلاب الشتوي. في ذلك اليوم، تضيء الشمس اللوحات مرتين: المرة الأولى في الصباح، من خلال النافذة المتسعة الموجودة على الجدار الأيمن ("شعاع" الضوء الذي يمس لوحات الصلب، بدءًا من الحافة حيث توجد السيدة العذراء، ثم نزولاً إلى قدمي المسيح وصولاً إلى المجدلية)؛ والمرة الثانية في المساء، من خلال الباب الأمامي (إضاءة المذبح المخصص للقديس جورج). ولا يحدث هذا في بقية أيام السنة.

## معرض سانت أندريا
يتمتع بالأصول القديمة حيث يعود تاريخ أول وثيقة تاريخية ذكرت في المعرض إلى عام 1396، عندما أكد أمراء آخايا الذين أصبحوا مالكي هذه الأرض بعد احترامهم ل "جميع الإعفاءات و التنازلات" لخلفائهم لأسقفية أستي، حيث كان من المفترض أن يُقام السوق يوم الاثنين والمعرض الذي يستمر ثلاثة أيام. وبالتالي، يُستنتج أن ميلاد المعرض كان قبل عام 1396.حيث قال الباحث والمؤرخ المحلي في مقال لج.ب، نورد الملاحظات التالية: "كان معارضنا دائمًا حيويًا وفعّالًا"، واليوم أصبح المعرض يمثل عرضًا إثنوجرافيًا، وصناعات يدوية، وأطعمة ومشروبات من المنتجات المحلية المميزة، يتم عرضها في يوم الاثنين الأول من ديسمبر في مركز بيفيرانو التاريخي.